# História de Alagoas

Bandeira do estado de Alagoas

A história de Alagoas se inicia antes do descobrimento do Brasil pelos portugueses, o   estado era povoada pelos índios caetés. A costa do atual Estado de Alagoas, reconhecida desde as primeiras expedições portuguesas, desde cedo também foi visitada por embarcações de outras nacionalidades para o escambo de pau-brasil (Caesalpinia echinata).
Quando da instituição do sistema de Capitanias Hereditárias (1534), integrava a Capitania de Pernambuco, e a sua ocupação remonta à fundação da vila de Penedo (1545), às margens do rio São Francisco, pelo donatário Duarte Coelho Pereira, que incentivou a fundação de engenhos na região. Palco do naufrágio da Nau Nossa Senhora da Ajuda e subsequente massacre dos sobreviventes, entre os quais o Bispo D. Pero Fernandes Sardinha, pelos Caeté (1556), o episódio serviu de justificativa para a guerra de extermínio movida contra esse grupo indígena pela Coroa portuguesa. Ao se iniciar o século XVII, além da lavoura de cana-de-açúcar, a região de Alagoas era expressiva produtora regional de farinha de mandioca, tabaco, gado e peixe seco, consumidos na Capitania de Pernambuco. Durante as invasões holandesas do Brasil (1630-1654), o seu litoral se tornou palco de violentos combates, enquanto que, nas serras de seu interior, se multiplicaram os quilombos, com os africanos evadidos dos engenhos de Pernambuco e da Bahia. Palmares, o mais famoso, chegou a contar com vinte mil pessoas no seu apogeu. Constituiu-se em a Comarca de Alagoas em 1711, e foi desmembrado da Capitania de Pernambuco (Decreto assinado pelo Rei de Portugal, Dom João VI, em 16 de setembro de 1817), dada a importância de Alagoas para a Corte Portuguesa. O seu primeiro governador, Sebastião Francisco de Melo e Póvoas, assumiu a função a 22 de janeiro de 1819.
Durante o Brasil Império (1822-1889), sofreu os reflexos de movimentos como a Confederação do Equador (1824) e a Cabanagem (1835-1840). A Lei Provincial de 9 de dezembro de 1839 transferiu a capital da Província da cidade de Alagoas (hoje Marechal Deodoro), para a vila de Maceió, então elevada a cidade.
A primeira Constituição do Estado foi assinada em 11 de junho de 1891, em meio a graves agitações políticas que assinalaram o início da vida republicana. Os dois primeiros presidentes da República do Brasil, Deodoro da Fonseca e Floriano Peixoto, foram alagoanos. os quais receberam homenagens ao terem seus nomes vinculados as cidades de, Marechal Deodoro - Alagoas (homenagem a Marechal Deodoro da Fonseca) e Florianópolis - Santa Catarina (homenagem a Marechal Floriano Peixoto).

## Primeiros habitantes
Por volta do século XVI, o litoral do atual estado de Alagoas foi invadido por povos de língua tupi procedentes amazônicos. Eles expulsaram os antigos habitantes, falantes de línguas do tronco linguístico macro-jê, para o interior do continente. No século XVI, quando os primeiros europeus chegaram ao litoral de Alagoas, ele era habitado pela nação tupi dos caetés.

## Chegada dos europeus

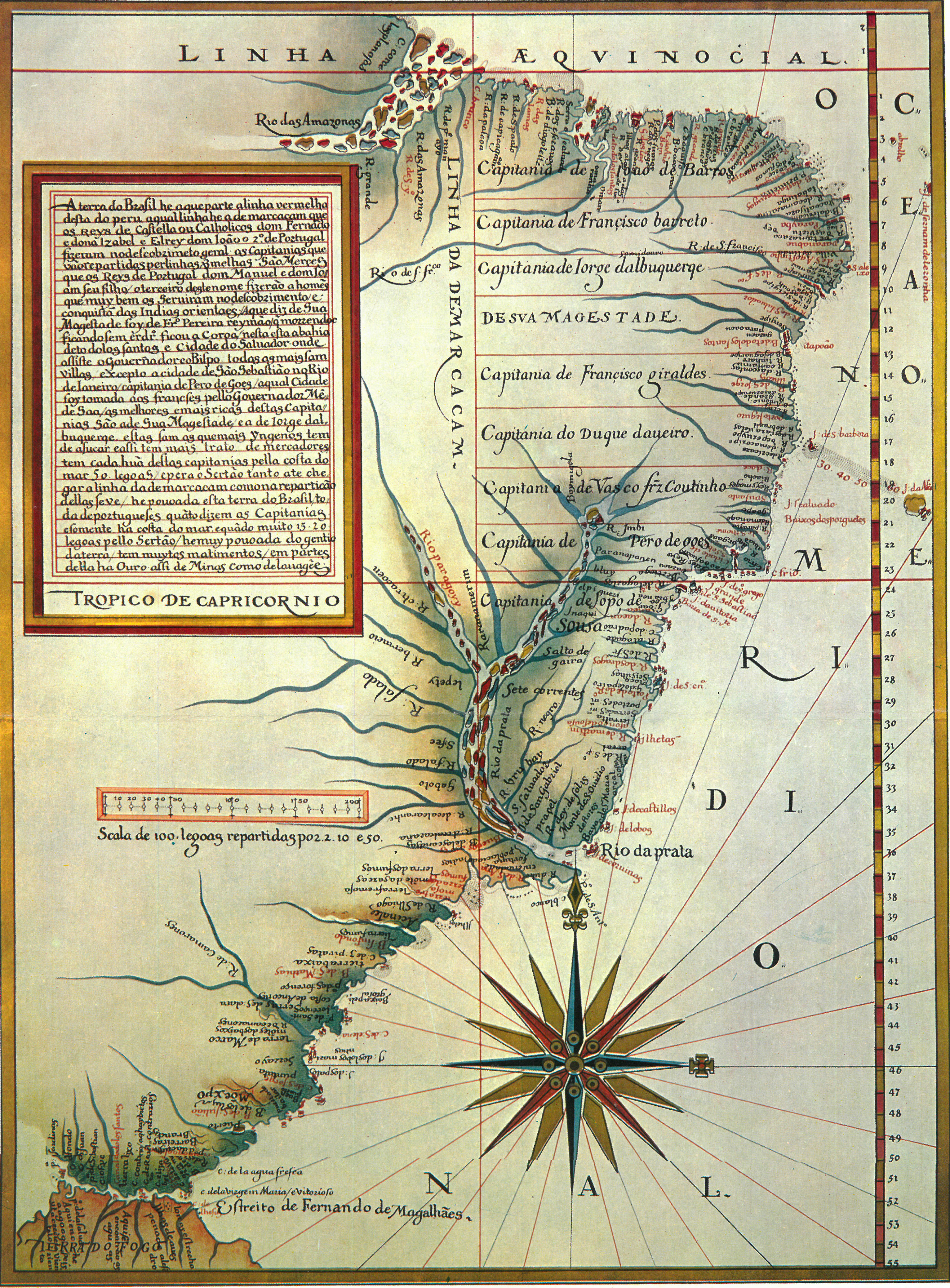
Mapa de Luís Teixeira (c. 1574) com a divisão da América portuguesa em capitanias. A linha de Tordesilhas está deslocada dez graus mais a oeste.

Barra Grande deve ter sido o primeiro ponto do território das Alagoas visitado pelos descobridores portugueses, por ocasião da viagem de Américo Vespúcio, em 1501. Embora não haja referência àquele porto, excelente para a acolhida de navios, como a expedição vinha do norte para o sul, cabe crer que tenha ocorrido ali o primeiro contato com a terra alagoana. A 29 de setembro, Vespúcio assinalou um rio a que chamou São Miguel, no território percorrido; a 4 de outubro, denominou São Francisco o rio então descoberto, hoje limite de Alagoas com Sergipe.
Sem sombra de dúvida, nas décadas seguintes, os franceses andaram pela costa alagoana, no tráfico do pau-brasil com os nativos dos arredores. Até hoje, o porto do Francês documenta a presença, ali, daquele povo.
Duarte Coelho, primeiro donatário da capitania de Pernambuco, realizou uma excursão ao sul; não há documentos que a comprove, mas há evidências de que tenha sido realizada em 1545 e de que dela resulte a fundação de Penedo - Alagoas (patrimônio artístico e cultural de grande valor), tendo sido palco de importantes acontecimentos do Brasil Colonial), às margens do rio São Francisco.
Em 1556, voltava da Bahia para Portugal o bispo dom Pero Fernandes Sardinha, quando seu navio naufragou defronte da enseada do hoje pontal do Coruripe. Sardinha foi morto e devorado pelos caetés, uma das numerosas tribos indígenas então existentes na região. Perdura a crença popular de que a ira divina secou e esterilizou todo o chão manchado pelo sangue do religioso. Para vingá-lo, Jerônimo de Albuquerque comandou uma expedição guerreira contra os caetés, destruindo-os quase completamente e escravizando os sobreviventes.
Em 1570, uma segunda bandeira enviada por Duarte Coelho, comandada por Cristóvão Lins, explorou o norte de Alagoas, onde fundou Porto Calvo e cinco engenhos, dos quais subsistem dois, o Buenos Aires e o Escurial. Neste último repousou, em 1601, o corsário inglês Anthony Knivet, que viajara por terra após fugir da Bahia, onde estivera prisioneiro dos portugueses.

## A guerra holandesa

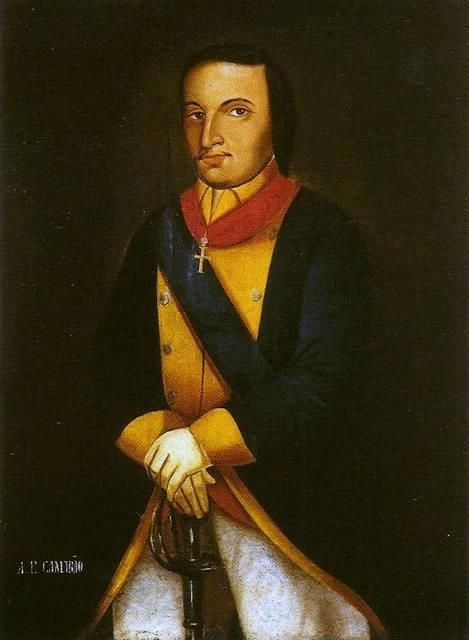
Retrato anônimo de Filipe Camarão, século XVII, Museu do Estado de Pernambuco.

No princípio do século XVII, Penedo, Porto Calvo e Alagoas já eram freguesias, admitindo-se que tais títulos lhes tivessem sido conferidos ainda no século anterior. Foram vilas, porém, em 1636. Repousando a economia regional na atividade açucareira, tornaram-se os engenhos de açúcar os núcleos principais da ocupação da terra. A partir de 1630, Alagoas, atingida pela invasão holandesa, teve povoados, igrejas e engenhos incendiados e saqueados.
Os portugueses reagiram duramente. Batidos por sucessivos reveses, os holandeses já desanimavam, pensando em retirar-se, quando para eles se passa o mameluco Domingos Fernandes Calabar, de Porto Calvo. Grande conhecedor do terreno, orientou os holandeses em uma nova expedição a Alagoas. Os invasores aportaram à Barra Grande, de onde passaram a vários pontos, sempre com bom êxito. Em Santa Luzia do Norte, a população, prevenida, ofereceu resistência. Após encarniçada peleja, os holandeses recuaram e retornaram a Recife. Mas, caindo em seu poder o arraial do Bom Jesus, entre Recife e Olinda, obtiveram várias vitórias.
Alagoas, Penedo e Porto Calvo: eis os pontos principais onde se trava a luta em terras alagoanas. Por fim, os portugueses retomaram Porto Calvo e aprisionaram Calabar, que morreu na forca em 1635. Clara Camarão, uma porto-calvense de sangue indígena, também se salientou na luta contra os holandeses. Acompanhou o marido, o índio Filipe Camarão, em quase todos os lances e arregimentou outras mulheres, tomando-lhes a frente.

## Guerra dos Palmares
Por volta de 1641, afirmava um chefe holandês estar quase despovoada a região. Maurício de Nassau pensou em repovoá-la, mas o projeto não foi adiante. Na época também se produzia fumo em Alagoas, considerado de excelente qualidade o de Barra Grande. Em 1645, a população participou da reação nacionalista, integrando-se na luta sob o comando de Cristóvão Lins, neto e homônimo do primeiro povoador de Porto Calvo. Expulsos os holandeses do território alagoano, em setembro de 1645, prossegue a população em sua luta contra eles, já agora, todavia, em território pernambucano.
Em fins do século XVII intensificam-se as lutas contra os quilombos negros reunidos nos Palmares. Frustradas as primeiras tentativas de Domingos Jorge Velho, sobretudo em 1692, dois anos depois o quilombo é derrotado, com o ataque simultâneo de três colunas: uma, dos paulistas de Domingos Jorge; outra, de pernambucanos, sob o comando de Bernardo Vieira de Melo; e a terceira, de alagoanos, comandados por Sebastião Dias. Palmares começara a formar-se ainda nos fins do século XVI, e resistiu a sucessivos ataques durante quase um século.

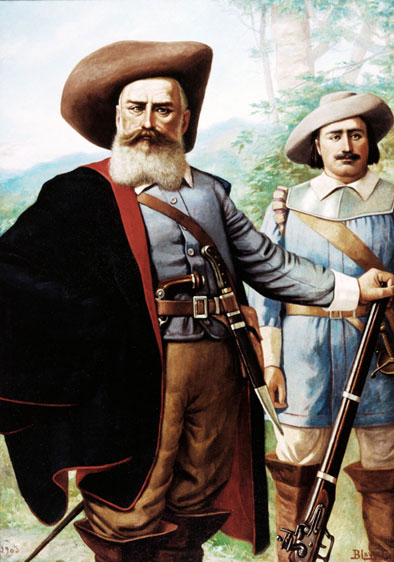
Domingos Jorge Velho.

Um dos maiores redutos de escravos foragidos do Brasil colonial, Palmares ocupava inicialmente a vasta área que se estendia, coberta de palmeiras, do cabo de Santo Agostinho ao rio São Francisco. A superfície do quilombo, progressivamente reduzida com o passar do tempo, concentrar-se-ia, em fins do século XVII, na ainda extensa região delimitada pelas vilas de Una e Serinhaém, em Pernambuco, e Porto Calvo, Alagoas e São Francisco (Penedo), em Alagoas. Os escravos haviam organizado no reduto um verdadeiro estado, segundo os moldes africanos, com o quilombo constituído de povoações diversas (mocambos), pelo menos 11, governadas por oligarcas, sob a chefia suprema do rei Ganga-Zumba. A partir de 1667, amiudaram-se as entradas contra os negros, a princípio com a finalidade de recapturá-los, em seguida com a de conquistar as terras de que se haviam apoderado. As investidas do sargento-mor Manuel Lopes (1675) e de Fernão Carrilho (1677) seriam desastrosas para os quilombolas, obrigados a aceitar a paz em condições desfavoráveis. Apesar desse revés, a luta prosseguiria, liderada por Zumbi, sobrinho de Ganga-Zumba, contra cujas hostes aguerridas, em seguida a uma primeira expedição punitiva, em 1679, e a diferentes entradas sem maiores consequências, se voltaria finalmente o bandeirante paulista Domingos Jorge Velho, para tanto contratado pelo governador de Pernambuco, João da Cunha Souto Maior. Nos primeiros meses de 1694, aliado a destacamentos alagoanos e pernambucanos, sob o comando, respectivamente, de Sebastião Dias e Bernardo Vieira de Melo, Velho liquidaria a derradeira resistência do quilombo. Zumbi lograria escapar, arregimentando novos combatentes, mas, traído, ver-se-ia envolvido por forças inimigas, com cerca de vinte de seus homens, perecendo em luta, a 20 de novembro de 1695. Desaparecia, após mais de sessenta anos, o quilombo dos Palmares, "o maior protesto ao despotismo que uma raça infeliz traçou à face do mundo", no dizer de Craveiro Costa.

## Criação da comarca

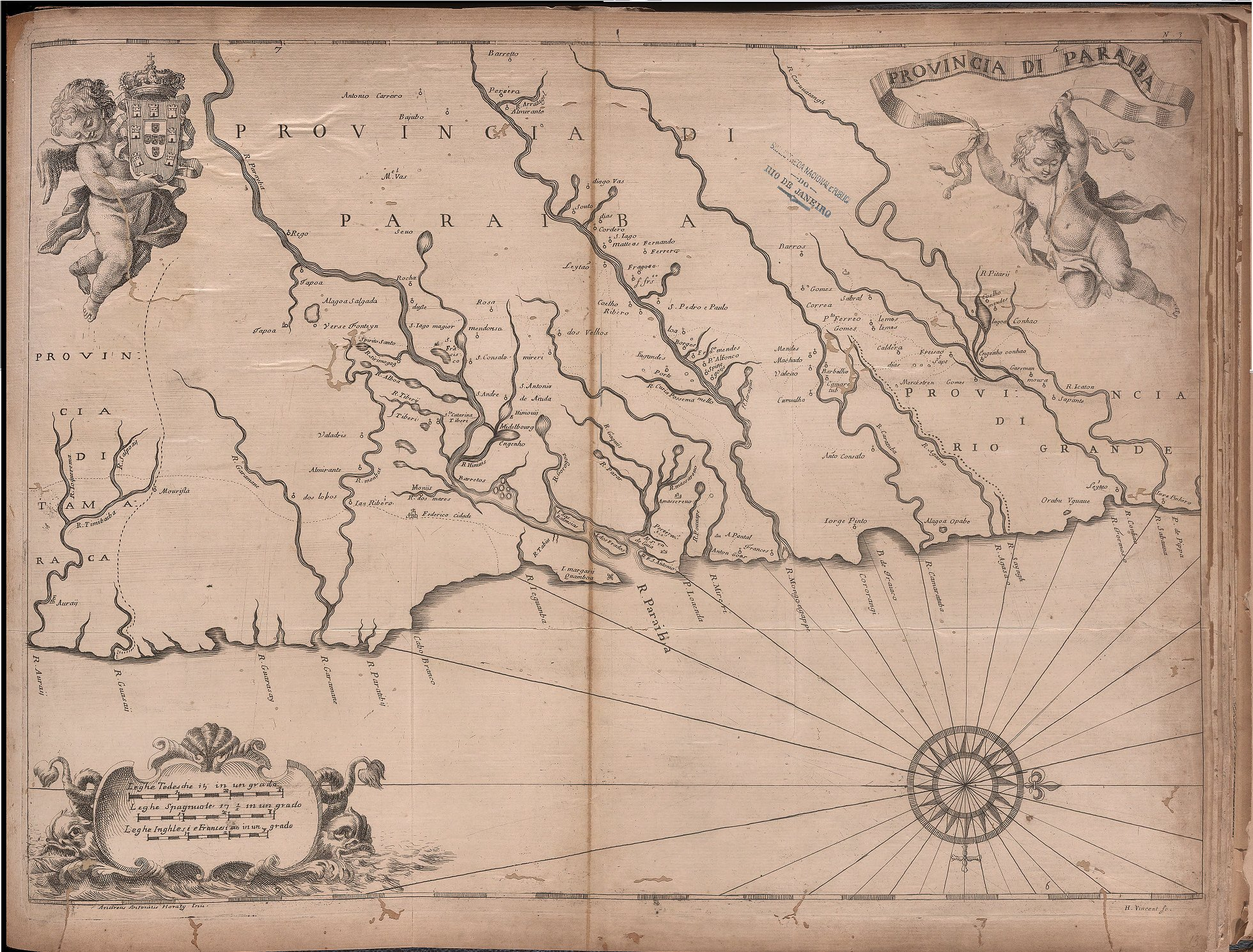
Mapa da Província da Paraíba (1698).

Já então apresentavam as Alagoas indícios de prosperidade e desenvolvimento, quer do ponto de vista econômico, quer do cultural. Sua principal riqueza era o açúcar, sendo além disso produzidos, embora em menor escala, mandioca, fumo e milho; couros, peles e pau-brasil eram exportados. As matas abundantes forneciam madeira para a construção de naus. Nos conventos de Penedo e das Alagoas os franciscanos mantinham cursos e publicavam sermões e poesias. Tudo isso justificou o ato régio de 9 de outubro de 1710, criando a comarca das Alagoas, que somente se instalou em 1711. Daí em diante, a organização judiciária restringia o arbítrio feudal dos senhores, e até o dos representantes da metrópole. A comarca desenvolvia-se. Já em 1730 o governador de Pernambuco, propondo a el-rei a extinção da decadente capitania da Paraíba, assinalava a prosperidade de Alagoas, com seus quase cinquenta engenhos, dez freguesias, e apreciável renda para o erário real. Ao lado do açúcar, incrementou-se a cultura do algodão. Seu cultivo foi introduzido na década de 1770; em 1778, já se exportavam para Lisboa amostras de algodão tecido nas Alagoas. Em Penedo e Porto Calvo, fabricava-se pano ordinário, para uso, sobretudo, de escravos. Em 1754, frei João de Santa Ângela publicou, em Lisboa, seu livro de sermões e poesias; é a primeira obra de um alagoano. A população crescia, distribuindo-se em várias atividades. Um cômputo demográfico mandado realizar em 1816 pelo ouvidor Antônio Ferreira Batalha registrava uma população de 89.589 pessoas.

## Capitania independente

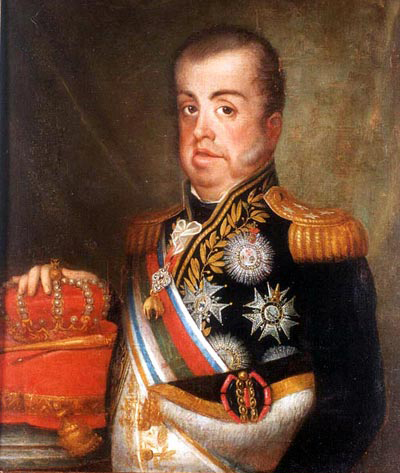
D. João VI de Portugal

Alagoas torna-se um distrito judiciário em 1711 e se separa oficialmente de Pernambuco em 1817 para se tornar uma capitania independente, decreto assinado pelo Rei de Portugal, Dom João VI. Esta separação se deu, dada a importância de Alagoas para a Corte Portuguesa. Do ponto de vista econômico, Alagoas possuía a cultura da cana de açúcar, latifúndios, fazia divisa estrategicamente com a Bahia e Pernambuco (onde estava estourando o movimento republicano, que assumiu o poder em Pernambuco, traindo a coroa).
Para o Rei Dom João VI, firmar uma base política em Alagoas era muito importante para o reino de Portugal, uma vez que economicamente falando era um distrito rico, tanto que o rei assinou um decreto elevando o distrito de Alagoas a Capitania de Alagoas (totalmente independente da Capitania de Pernambuco) . 
Muitos livros contam de forma errônea a história da emancipação política de Alagoas, o qual, sempre é contada do ponto de vista dos historiadores pernambucanos. Alagoas aparece sempre como um sujeito passivo, fruto de um heroísmo pernambucano, e como um prêmio aos alagoanos por não terem aderido a revolução de 1817 [carece de fontes?]. A Revolução Pernambucana de 1817, também conhecida como Revolução dos Padres, teve influência na separação do distrito de Alagoas da Comarca de Pernambuco.
Três anos depois, em 1819, novo recenseamento acusou uma população de 111 973 pessoas. Contavam-se, então, na província, oito vilas. Alagoas já se constituíra capitania independente de Pernambuco, criada pelo decreto real de 16 de setembro de 1817. A repercussão da Revolução Pernambucana desse ano não teve relevância na facilitação do processo de emancipação. O ouvidor Batalha foi o principal mentor do povo alagoano, desmembrando a comarca da jurisdição de Pernambuco e nela constituiu um governo provisório. Esses atos, somados a importância de Alagoas para o Reino de Portugal, foram suficientes para abrir caminhos que levaram o Rei, D. João a sancionar o desmembramento. Sebastião Francisco de Melo e Póvoas, governador nomeado, só assumiu o governo a 22 de janeiro de 1819.
Acentuou-se a partir de então o surto de prosperidade de Alagoas. Em 17 de agosto de 1831 apareceu o Íris Alagoense, primeiro jornal publicado na província, assim considerada a partir da independência do Brasil e organização do império. É certo que os primeiros anos de independência não foram fáceis. Uma sequência de movimentos abalou a vida provincial: em 1824, a Confederação do Equador; em 1832-1835, a Cabanada; em 1844, a rebelião conhecida como Lisos e Cabeludos; em 1849, a repercussão da revolução praieira.

## Mudança da capital

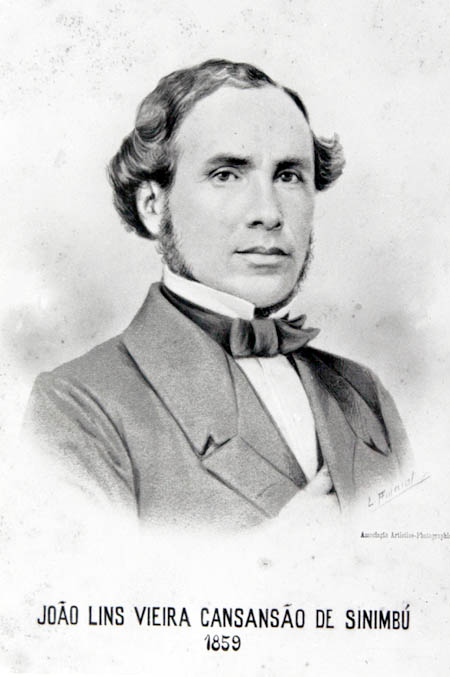
Visconde de Sinimbu

Em 1839 a capital, então situada na velha cidade das Alagoas, foi transferida para a vila de Maceió, localizada à beira-mar, no caminho entre o norte, o centro e o sul da província. No processo de mudança defrontaram-se as duas facções políticas mais importantes, uma chefiada pelo mais tarde visconde de Sinimbu, outra pelo juiz Tavares Bastos, pai do futuro pensador Tavares Bastos, nascido, aliás, nesse ano de 1839. Naquele momento a província possuía oito vilas. Desde 1835 funcionava a assembleia provincial.
No governo da província sucediam-se os presidentes nomeados pelo imperador, nem sempre interessados pelos destinos da terra, outras vezes envolvidos por lutas partidárias. A província, contudo, progredia. No campo da economia, vale salientar a fundação, em 1857, da primeira fábrica alagoana de tecidos, a Companhia União Mercantil, no distrito de Fernão Velho. Idealizou-a o barão de Jaraguá, contribuindo dessa forma para o fomento da economia regional. Trinta anos mais tarde, fundou-se a Companhia Alagoana de Fiação e Tecidos, que em 15 de outubro de 1888 se instalou em Rio Largo. Seguiu-se a esta, em 30 de setembro de 1892, a fundação da Companhia Progresso Alagoano, em Cachoeira. Em seguida, em 1924, nasce a Companhia de Fiação e Tecidos Norte-Alagoas, a "Fábrica de Saúde". Dessa atividade têxtil surgiram, com grande prestígio nacional, as toalhas da Alagoana.
O ensino recebeu incentivo com a instalação em 1849, do Liceu Alagoano, destinado ao nível médio; é hoje o Colégio Estadual de Alagoas. O ensino primário, já beneficiado em 1864 pelo estabelecimento de uma escola normal, hoje funcionando sob a denominação de Instituto de Educação, recebeu expressivo impulso com a criação de novas escolas. Com a fundação, em 1869, do Instituto Arqueológico e Geográfico Alagoano, hoje Instituto Histórico e Geográfico de Alagoas, desenvolveram-se os estudos históricos e geográficos. Do final do império ao início da república, incrementou-se o movimento para a construção de engenhos centrais e aperfeiçoamento técnico da fabricação de açúcar, o que iria dar origem às usinas, a primeira delas constituída, todavia, já no período republicano.
Os movimentos abolicionista e republicano dos últimos anos da monarquia atingiriam a província, o primeiro deles através da Sociedade Libertadora Alagoana e dos jornais Gutenberg e Lincoln. A campanha abolicionista mobilizou a intelectualidade alagoana, sem entretanto chegar aos excessos da violência. Professores e jornalistas atraíram a mocidade para a campanha, e após a abolição, em 1888, foi um mestre como Francisco Domingues da Silva que teve a iniciativa da criação de um instituto de ensino profissional, destinado aos filhos dos ex-escravos.

## República

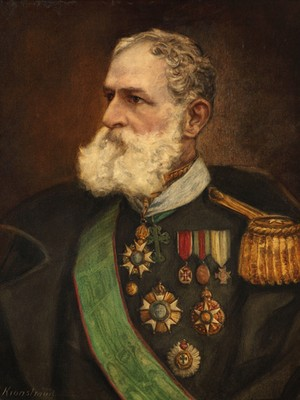
Deodoro da Fonseca, primeiro Presidente da República do Brasil.

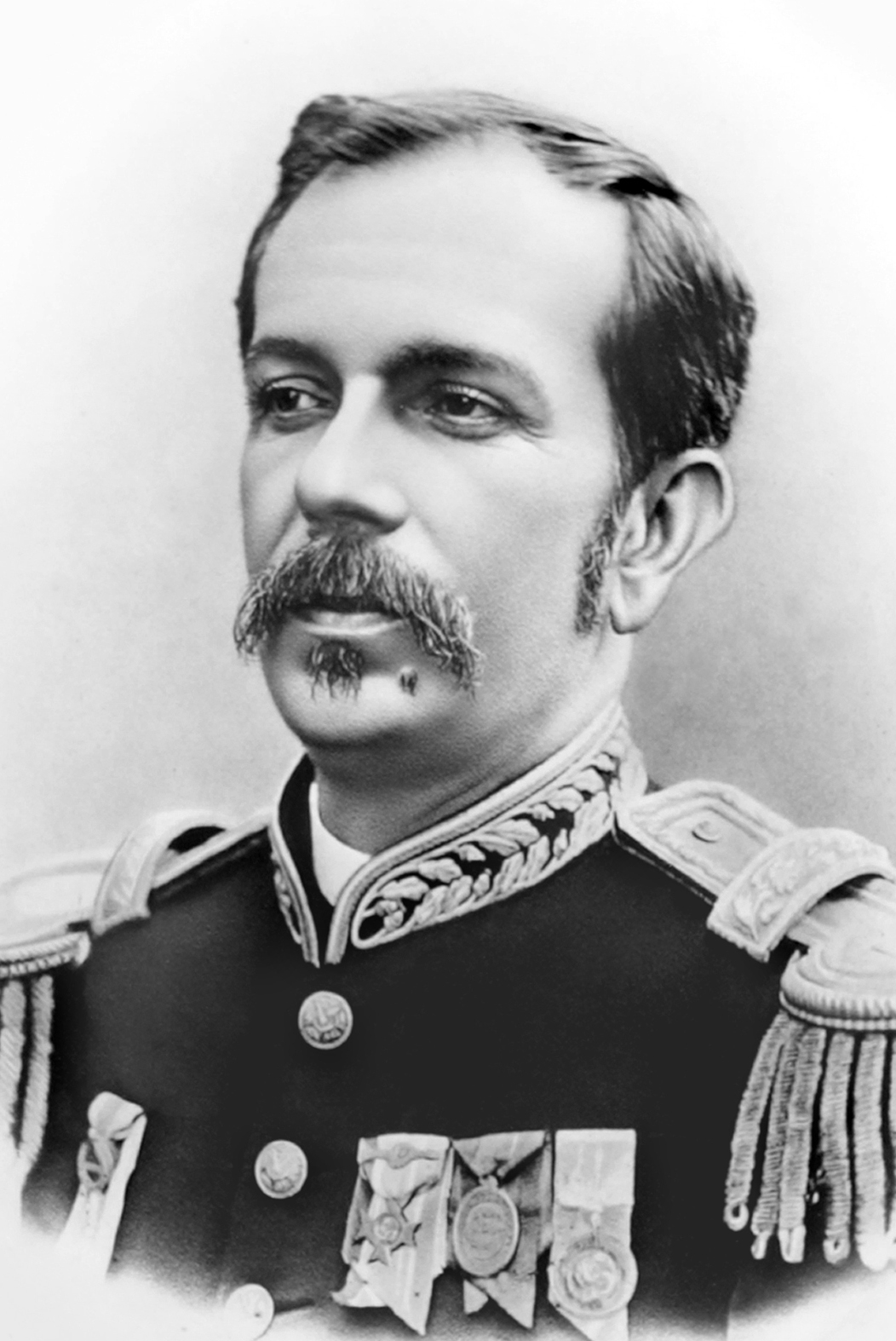
Floriano Peixoto, segundo Presidente da República do Brasil, alagoano igual o seu antecessor.

O movimento republicano, intensificado pela abolição, traduziu-se nas atividades da imprensa e clubes de propaganda. O mais importante destes foi o Centro Republicano Federalista, também, de certo, o mais antigo; outros foram o Clube Federal Republicano e o Clube Centro Popular Republicano Maceioense, ambos existentes na capital no momento da proclamação. No interior havia igualmente outros clubes de propaganda. O Gutenberg era o órgão de imprensa mais veemente na difusão da ideia republicana.
No mesmo dia em que, no Rio de Janeiro, era proclamada a república, em Maceió assumia a presidência Pedro Ribeiro Moreira, último delegado do governo imperial para a província. Confirmada a mudança do regime, organizou-se, a princípio, uma junta governativa, mas, a 19 de novembro, o marechal Deodoro designou o irmão, Pedro Paulino da Fonseca, para governar o novo estado. Foi ele, também, o primeiro governador eleito após promulgada a constituição estadual em 12 de junho de 1891.
Perturbados e incertos decorreram os primeiros dez anos de vida republicana, na província. Governos se sucediam, nomeados pelo poder central ou eleitos pelo povo, mas quase sempre substituídos ou depostos. Constituíram-se várias juntas governativas, numa ou noutra oportunidade. Somente no fim do século XIX, ou melhor, já nos primeiros anos do século XX, a situação se consolidou com os governos do barão de Traipu e de Euclides Malta, o primeiro da chamada "oligarquia Malta", que se prolongou até 1912. Euclides governou de 1900 a 1903; sucedeu-lhe o irmão, Joaquim Paulo, no período de 1903 a 1906; Euclides voltou ao poder de 1906 a 1909, e, reelegendo-se nesse ano, permaneceu por mais um triênio, até 1912.
Os 12 primeiros anos do século se assinalaram por lutas partidárias. Contudo, não houve paralisação nas diferentes atividades do estado. Maceió ganhou numerosos prédios públicos, como o palácio do governo, inaugurado a 16 de setembro de 1902, o Teatro Deodoro e o edifício da municipalidade, ainda hoje existentes. Com a atividade pedagógica de Alfredo Rego, procedeu-se à reforma do ensino, atualizando a anterior, ainda dos fins do império, orientada por Manuel Baltasar Pereira Diegues Júnior, criador do Instituto de Professores, posteriormente chamado Pedagogium, iniciativa pioneira na época. Nova remodelação do ensino se fez em 1912-1914, sob a orientação do segundo daqueles educadores. Criou-se o primeiro grupo escolar.
Em 1912, o Partido Democrata conseguiu derrotar a oligarquia Malta depois de enérgica campanha, em que se registraram ferrenhas lutas de rua, inclusive com a morte do poeta Bráulio Cavalcanti, em praça pública, quando participava de um comício democrático. Clodoaldo da Fonseca, governador eleito, embora não fosse alagoano, ligava-se ao estado através da família: era sobrinho de Deodoro e filho de Pedro Paulino e, assim, parente do marechal Hermes, então presidente da república.
As lutas contra os Malta envolveram igualmente os grupos do culto afro-brasileiro. Xangôs e candomblés, diziam os jornais da oposição, tinham o governador Malta como estimulador. Entre papéis de orações, de panos com símbolos desenhados de Ogum, de Ifá, de Exu, foram encontrados retratos dos chefes democratas da oposição. O grupo que apoiava o governador era chamado de Leba, por alusão a uma das figuras do orixá dos xangôs. O que valeu de tudo isso é que o acervo apreendido pela polícia se preservou — peças, objetos, insígnias e símbolos do culto, conservados no museu do Instituto Histórico como uma das coleções mais preciosas do culto afro-brasileiro.
Em 1924, a atual segunda maior cidade de Alagoas, a cidade de Arapiraca, se torna independente, com o território localizado no exato centro de Alagoas. 

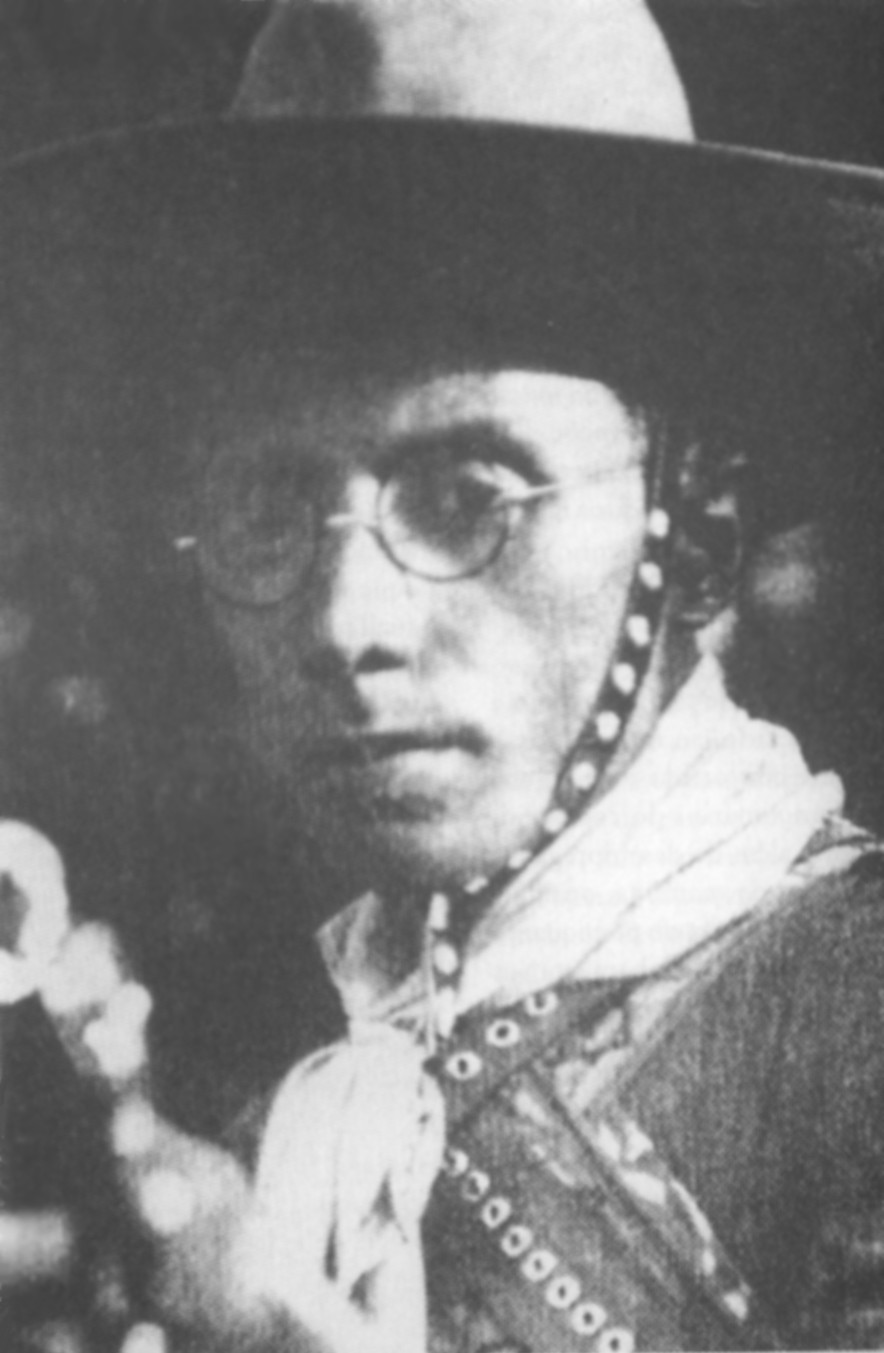
Retratos do cangaço: Virgulino Ferreira da Silva - Lampião

Até 1930, o Partido Democrata manteve a situação, através dos governadores que sucederam a Clodoaldo. Cada um deles deu uma contribuição para o progresso do estado. Abriram-se estradas de rodagem em direção ao norte e ao centro, e posteriormente o trecho de Atalaia e a Palmeira dos Índios, estrada de penetração para a zona sertaneja; construíram-se grupos escolares em quase todos os municípios; Maceió renovou-se com a abertura de ruas e avenidas; combateu-se a criminalidade, principalmente com o movimento contra o banditismo, que culminaria, em 1938, com o extermínio do grupo de Lampião; promoveram-se pesquisas petrolíferas. As sucessões políticas praticamente se fizeram sem luta, pois quase sempre predominava o candidato único, oriundo do Partido Democrata.
Com a vitória da revolução de outubro de 1930, também sem luta armada no estado, iniciou-se o sistema de interventores (com breve interrupção entre 1935 e 1937) até 1947, quando a redemocratização do país propiciou a promulgação de uma nova constituição para o estado. O chamado período das interventorias foi igualmente fecundo, malgrado a falta de continuidade nas administrações, quase sempre de curtos períodos. Nesse período, entre outros fatos marcantes destacaram-se os trabalhos de pesquisa do petróleo; a construção do porto de Maceió, inaugurado em 1940; o incremento das atividades econômicas, sobretudo com a diversificação da produção agrícola e a implantação da indústria leiteira em Jacaré dos Homens, constituindo-se a cooperativa de laticínios para a produção de leite, manteiga e queijo; o incremento do ensino rural e a ampliação do cooperativismo. Tal desenvolvimento possibilitou que, no período da segunda guerra mundial, Alagoas contribuísse, de maneira efetiva, para o abastecimento de estados vizinhos, sem prejuízo de sua colaboração para o esforço de guerra. Constituiu-se, com a criação da usina Caeté, a primeira cooperativa de plantadores de cana.
As atividades intelectuais também se desenvolveram, não apenas com o Instituto Histórico, mas ainda com a criação da Academia Alagoana de Letras, em 1919, e a formação de centros literários de jovens como a Academia dos Dez Unidos, o Cenáculo Alagoano de Letras e o Grêmio Literário Guimarães Passos. Em 1931, fundou-se a Faculdade de Direito, e em 1954 a Faculdade de Ciências Econômicas. Depois, essas duas faculdades, mais as de odontologia, medicina, engenharia e serviço social, uniram-se para formar a Universidade Federal de Alagoas.
As lutas políticas estaduais ganharam força na década de 1950. Quando da tentativa de impeachment do governador Muniz Falcão, em 1957, um tiroteio na Assembleia Legislativa de Alagoas causou a morte do deputado Humberto Mendes, sogro do governador. E em toda a segunda metade do século XX manteve-se a tensão política, enquanto os ganhos oriundos do sal-gema, do açúcar e do petróleo não beneficiavam a população.
Em 1979, o ex-governador Arnon de Melo, então senador, conseguiu do governo militar a nomeação de seu filho Fernando Afonso Collor de Melo, para prefeito de Maceió. Em 1988, um acordo entre Collor, já então governador, e as usinas de açúcar e álcool, principais contribuintes do Imposto de Circulação de Mercadorias e Serviços no estado, permitiu que estas reduzissem sua carga tributária. A queda de receita agravou a histórica crise social e econômica do estado e gerou um quadro falimentar que levou o governo federal a uma intervenção não oficial em 1997. Depois de nomeado um novo secretário de Fazenda, o governador Divaldo Suruagy se afastou, cedendo o posto ao vice-governador.

## Século XXI
Após o escândalo que levou Renan Calheiros a renunciar à presidência do Senado Federal do Brasil, em 2007, seu filho, Renan Filho (PMDB), foi eleito prefeito de Murici, em outubro de 2008. O prefeito de Maceió, Cícero Almeida (PP), foi reeleito com 81,49% dos votos.
Em setembro de 2008, o presidente da Assembleia Legislativa de Alagoas, Antonio Albuquerque (PT do B), foi destituído do cargo. Ele foi o principal suspeito do desvio de R$ 280 milhões do poder legislativo, investigado na Operação Taturana. Catorze deputados foram indiciados. O deputado Fernando Toledo (PSDB) assumiu a presidência da Casa. Em julho de 2009, o presidente do Supremo Tribunal Federal, ministro Gilmar Mendes, determinou que oito dos 14 deputados retornassem à Assembleia, entre eles Antonio Albuquerque.
Em outubro de 2010, Teotônio Vilela Filho (PSDB) foi reeleito governador no primeiro turno, com 52,74% dos votos contra o seu adversário, o candidato Ronaldo Lessa (PDT).
Em outubro de 2014, Renan Calheiros Filho (MDB-AL) foi eleito, no primeiro turno, governador do estado de Alagoas com mais de 52,16% dos votos válidos.
Em 2018, Renan Filho foi reeleito no primeiro turno com 77,30% dos votos válidos.
Na eleição de 2022, Paulo Suruagy do Amaral Dantas (MDB-AL) foi para o segundo turno com Rodrigo Cunha (Brazil Union-AL), a eleição foi acirrada mas Paulo Dantas venceu com 52,33% dos votos válidos.